# Q-кельтские и P-кельтские языки
Q-кельтские и P-кельтские языки — одна из основных классификаций кельтских языков, принятых в настоящее время.

## Характеристика
Различие между P- и Q-языками состоит в развитии протокельтского *kw, превратившегося в *p в P-кельтских языках и в *k в гойдельских (а также в ныне мёртвых испано-кельтских). Например, слово голова звучит pen в бриттских языках, но ceann в гойдельских; слово сын звучит mab (ранее map) в бриттских, но mac в гойдельских (maqq в огамических надписях на архаичном ирландском).
Конкурирующей гипотезой является деление кельтских языков на континентальные и островные.
Интересно, что P/Q-изоглосса присутствует также в италийских языках.

## Классификация

### Q-кельтские языки
- Гойдельские языки
  - Архаичный ирландский язык
    - Древнеирландский язык
      - Среднеирландский язык
        - Ирландский язык
        - Шотландский гэльский язык
        - Мэнский язык
- Кельтские языки Иберии (испано-кельтские языки)
  - Кельтиберский язык
  - Галлекский язык (северо-западный испано-кельтский язык)

### P-кельтские языки
- Галльская ветвь
  - Галльский язык
  - Лепонтийский язык
  - Норикский язык
  - Галатский язык
- Бриттские языки
  - Пиктский язык (или кельто-пиктский язык)
  - западный бриттский язык
    - Кумбрийский язык
    - Валлийский язык

  - юго-западный бриттский язык
    - Бретонский язык
    - Корнский язык